# کپلر ۱۱۳۴
سیارک ۱۱۳۴ (به انگلیسی: 1134 Kepler، نامگذاری:1929SA) هزار و صد و سی و چهارمین سیارک کشف شده‌است که در ۲۵ سپتامبر ۱۹۲۹ و در هایدلبرگ کشف شد.
قدر مطلق سیارک برابر ۱۴٫۳۰ است.